# V745 Scorpii
V745 Scorpii, eller Nova Scorpii 1937, är en av cirka 10 kända rekurrenta novor i Vintergatan. Den ligger i Skorpionens stjärnbild och upptäcktes av astronomen Lukas Plaut 1937.
Stjärnan är normalt av visuell magnitud +19,3 och har vid utbrott nått magnitud 9. V745 Sco är en dubbelstjärna som består av en vit dvärg och en röd jätte. Förutom rekurrent nova är den också katalogiserad som ellipsoidisk variabel och halvregelbunden variabel och har sålunda varibelbeteckningen NR+ELL+SRB. Den har variationer i ljusstyrkan med perioderna 78,63 och 510 dygn vid sidan av novautbrotten.